# Municipio de Perry (condado de Licking)
El municipio de Perry (en inglés: Perry Township) es un municipio ubicado en el condado de Licking en el estado estadounidense de Ohio. En el año 2010 tenía una población de 1603 habitantes y una densidad poblacional de 24,73 personas por km².

## Geografía
El municipio de Perry se encuentra ubicado en las coordenadas 40°7′48″N 82°14′14″O / 40.13000, -82.23722. Según la Oficina del Censo de los Estados Unidos, el municipio tiene una superficie total de 64.82 km², de la cual 64,66 km² corresponden a tierra firme y (0,24 %) 0,16 km² es agua.

## Demografía
Según el censo de 2010, había 1603 personas residiendo en el municipio de Perry. La densidad de población era de 24,73 hab./km². De los 1603 habitantes, el municipio de Perry estaba compuesto por el 97,26 % blancos, el 0,44 % eran afroamericanos, el 0,56 % eran amerindios, el 0,25 % eran asiáticos, el 0,5 % eran de otras razas y el 1 % eran de una mezcla de razas. Del total de la población el 0,62 % eran hispanos o latinos de cualquier raza.